# Necrodeath
Necrodeath är ett thrash metal/black metal band från Italien som bildades 1984 av Claudio, Peso, Ingo och Paolo under namnet Ghostrider. Namnet ändrades 1985 till Necrodeath.

## Medlemmar
Nuvarande medlemmar
- Peso (Marco Pesenti f. 20 januari 1965 i Milano) – trummor (1985–1990, 1998– )
- Flegias (Alberto Gaggiotti f. 5 oktober 1969 i Turin) – sång (1998– )
- Pier Gonella (f. Pierangelo Gonella 26 mars 1977 i Chiavari) – gitarr (2007– )
- GL (Gianluca Fontana) – basgitarr (2008– )

Tidigare medlemmar
- Claudio (Claudio Bonavita) – gitarr (1985–1990, 1998–2003)
- Paolo (Paolo Delfino) – basgitarr (1985–1990)
- Ingo (Nicola Ingrassia) – sång, gitarr (1985–1990)
- John (Davide Queirolo) – basgitarr (1998–2008)
- Andy – gitarr (2003–2006)
- Maxx – gitarr (2007–2009)

## Diskografi
Demo
- The Shining Pentagram (1985)

Studioalbum
- Into the Macabre (1987)
- Fragments of Insanity (1989)
- Mater of All Evil (1999)
- Black as Pitch (2001)
- Ton(e)s of Hate (2003)
- 100% Hell (2006)
- Draculea (2007)
- Phylogenesis (2009)
- Old Skull (2010)
- Idiosyncrasy (2011)
- The 7 Deadly Sins (2014)
- The Age of Dead Christ (2018)

Singlar
- "Wrath" (2014)

EP
- Headhunting (2015)

Samlingsalbum
- 20 Years of Noise 1985-2005 (2005)
- The Age of Fear (2011)

Annat
- Mondoscuro (2016) (delad album: Necrodeath / Cadaveria)

Video
- From Hate to Scorn - Home Video (VHS) (2001)
- Hellive (DVD) (2013)